# Estadio Príncipe Mohamed bin Fahd
El Estadio Príncipe Mohamed bin Fahd es un estadio multiusos ubicado en la ciudad de Dammam, Arabia Saudita. Lleva el nombre en honor del príncipe saudí Muhammad bin Fahd, gobernador de la Provincia Oriental Saudí entre 1985 y 2013. Es utilizado principalmente para práctica del fútbol, siendo el estadio del club Al-Ettifaq de la Liga Saudí, cuenta también con instalaciones para la práctica de atletismo.
En 1989 fue una de las cuatro sedes utilizadas para la Copa Mundial de Fútbol Juvenil realizada en el país, ocasión en que albergó siete encuentros.
En febrero de 2001 albergó los partidos del grupo 10 de la Clasificación de la AFC para la Copa Mundial de Fútbol de 2002, grupo en el cual participó la Selección de fútbol Saudita.